# Stefan Hollenthoner
Stefan Hollenthoner (* 8. November 1890 in Lockenhaus; † 8. August 1981 ebenda) war ein österreichischer Landwirt, Bäckermeister und Politiker (CS). Er war von 1927 bis 1934 Abgeordneter zum Burgenländischen Landtag.

## Leben
Hollenthoner wurde als Sohn des Bäckermeisters und Landwirt Stefan Hollenthoner aus Lockenhaus geboren und besuchte die Volksschule in Lockenhaus. Danach wechselte er an die Bürgerschule in Miskolc bzw. Eisenstadt. Nach der Berufsschule übte Hollenthoner den Beruf des Bäckermeisters aus und leistete seinen Militärdienst bei der Marine ab. Er war in Pola stationiert und verbrachte die Jahre 1913 bis 1920 in Amerika.
Hollenthoner war verheiratet.

## Politik
Hollenthoner war zwischen 1930 und 1936 Landesführer-Stellvertreter der Heimwehr. Hollenthoner vertrat die Christlichsoziale Partei zwischen dem 20. Mai 1927 und dem 31. Oktober 1934 im Burgenländischen Landtag. 